# Емил Димитров (икономист)
Вижте пояснителната страница за други личности с името Емил Димитров.
Емил Димитров е български икономист, политик и юрист.

## Биография
Роден е на 20 февруари 1962 г. в Перник. През 1992 г. завършва икономика във Висшия икономически институт „Карл Маркс“, а през 1999 г. – магистратура по финанси и счетоводство. През 2007 г. завършва магистратура по право в Югозападния университет „Неофит Рилски“. Работи като адвокат и е член на Габровска адвокатска колегия. До 1992 г. работи в строителството, в съобщенията и като преподавател. Работи като финансов ревизор, главен финансов ревизор, финансов експерт и главен финансов експерт в Министерство на финансите. През 2001 – 2002 г. е директор на Агенция „Митници“. В периода 2003 – 2012 г. е финансов контрольор и заместник-директор „Финансова, правна и административна дейност“ в структури на Министерство на културата, като правен съветник в структури на Нотариалната камара. През 2013 г. е назначен за главен секретар на Областна администрация Плевен. През 2014 г. е избран за Народен представител в XLIII народно събрание, заместник-председател на Комисия по бюджет и финанси и член на Комисията по правни въпроси. Член на подкомисията за публични финанси и други временни комисии. През 2017 г. е избран за народен представител в XLIV народно събрание, член на няколко временни комисии, на Комисията по правни въпроси и председател на Комисията за наблюдение на приходните агенции и борба със сивата икономика и контрабандата. На 15 януари 2020 г. е избран за министър на околната среда и водите от XLIV народно събрание.